# Acleris gloverana
Acleris gloverana là một loài bướm đêm thuộc họ Tortricidae. Nó được tìm thấy ở Alaska, British Columbia và Oregon.
Ấu trùng ăn Tsuga heterophylla, Tsuga mertensiana và Abies species. The species is considered a pest. Severe outbreaks, which occurred on the coast during the 1940s và 1950s covered millions of acres và resulted in considerable tree mortality. Since that time, outbreaks have occurred in the interior from 1965 to 1968 và on Vancouver Island from 1970 to 1973.

## Hình ảnh

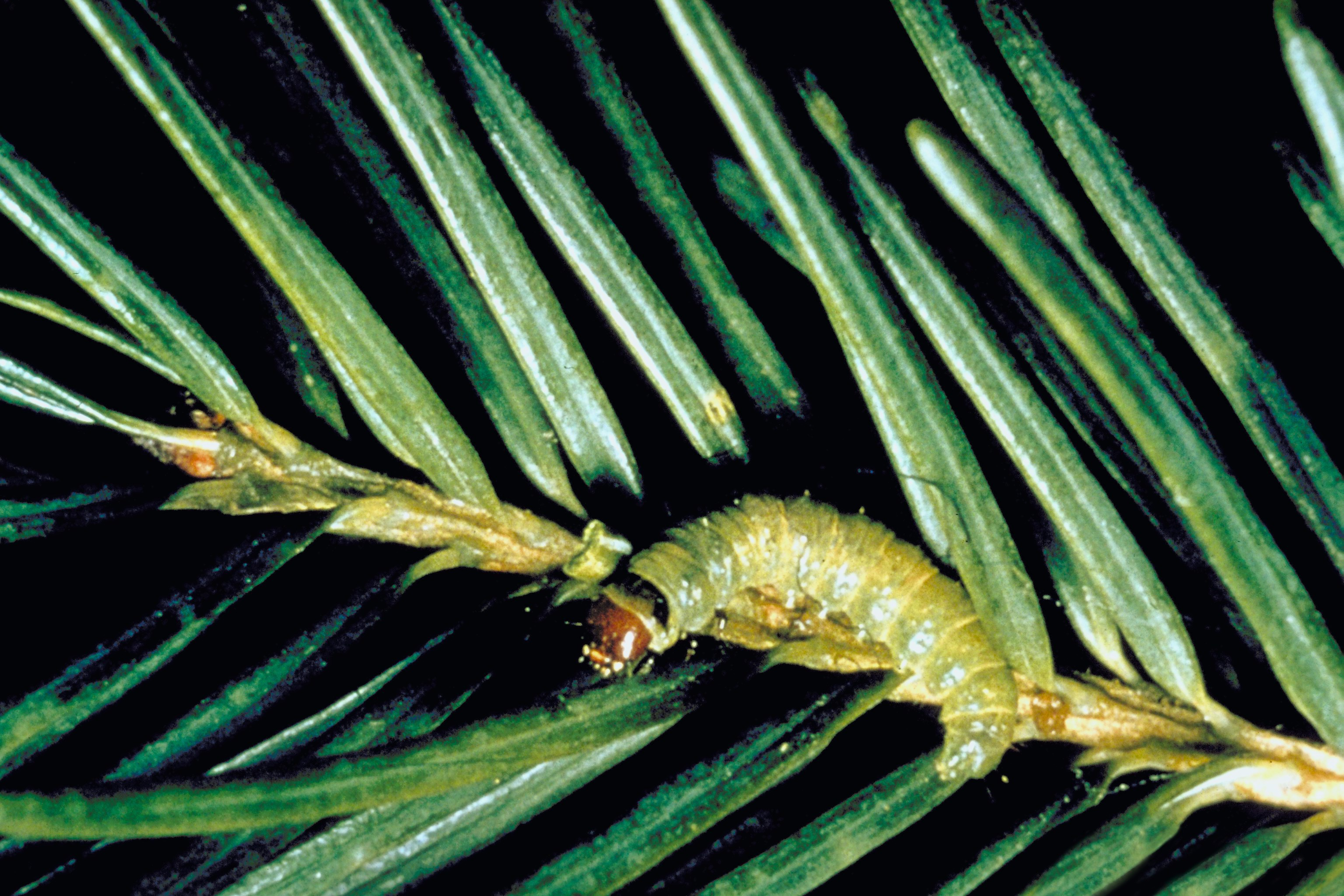